# Mantoida
Mantoida Newman, 1838 è un genere di mantidi, unico genere della famiglia Mantoididae.

## Tassonomia
Comprende le seguenti specie:
- Mantoida argentinae La Greca, 1990
- Mantoida brunneriana Saussure, 1871
- Mantoida burmeisteri Giebel, 1862
- Mantoida fulgidipennis Westwood, 1889
- Mantoida matthiasglinki † Zompro, 2005
- Mantoida maya Saussure & Zehntner, 1894
- Mantoida nitida Newman, 1838
- Mantoida ronderosi La Greca, 1990
- Mantoida schraderi Rehn, 1951
- Mantoida tenuis Perty, 1833
- Mantoida toulgoeti Roy, 2010